# Zosterops chloris
Zosterops chloris là một loài chim trong họ Zosteropidae.